# Salmon (Idaho)
Salmon è una città e capoluogo di contea della Contea di Lemhi, Idaho, Stati Uniti d'America.

## Geografia fisica
Salmon si trova nella valle del fiume Lehmi a un'altezza di 1.202 metri s.l.m. ;al censimento del 2012 la popolazione era di 3.044 abitanti. Secondo lo United States Census Bureau la superficie della città è di 4,6 km² e ha una densità di 700 ab/km².
Il clima è semi-arido con freddi inverni asciutti e calde estati umide.
Salmon è inoltre attraversata dal fiume Salmon che attira molti amanti del rafting che costituiscono un'attività economica aggiuntiva per la città;proprio nel territorio cittadino il fiume Lehmi confluisce nel fiume Salmon.

## Storia
La Spedizione di Lewis e Clark ha attraversato il "continental divide" al Passo di Lehmi, 48 km a sud-est di Salmon e seguendo il corso del fiume arrivò fino a dove ora sorge la città; l'unica ragazza del gruppo, Sacajawea, era nata proprio nella valle di Lehmi.
Il centro educativo e culturale Sacajawea è stato inaugurato a Salmon nell'agosto 2003 e si occupa di studiare la cultura degli indiani Shoshoni abitanti un tempo dell'area nonché dei rapporti tra questi ultimi, Sacajawea e gli esploratori sopra citati.